# Ekoterrorism

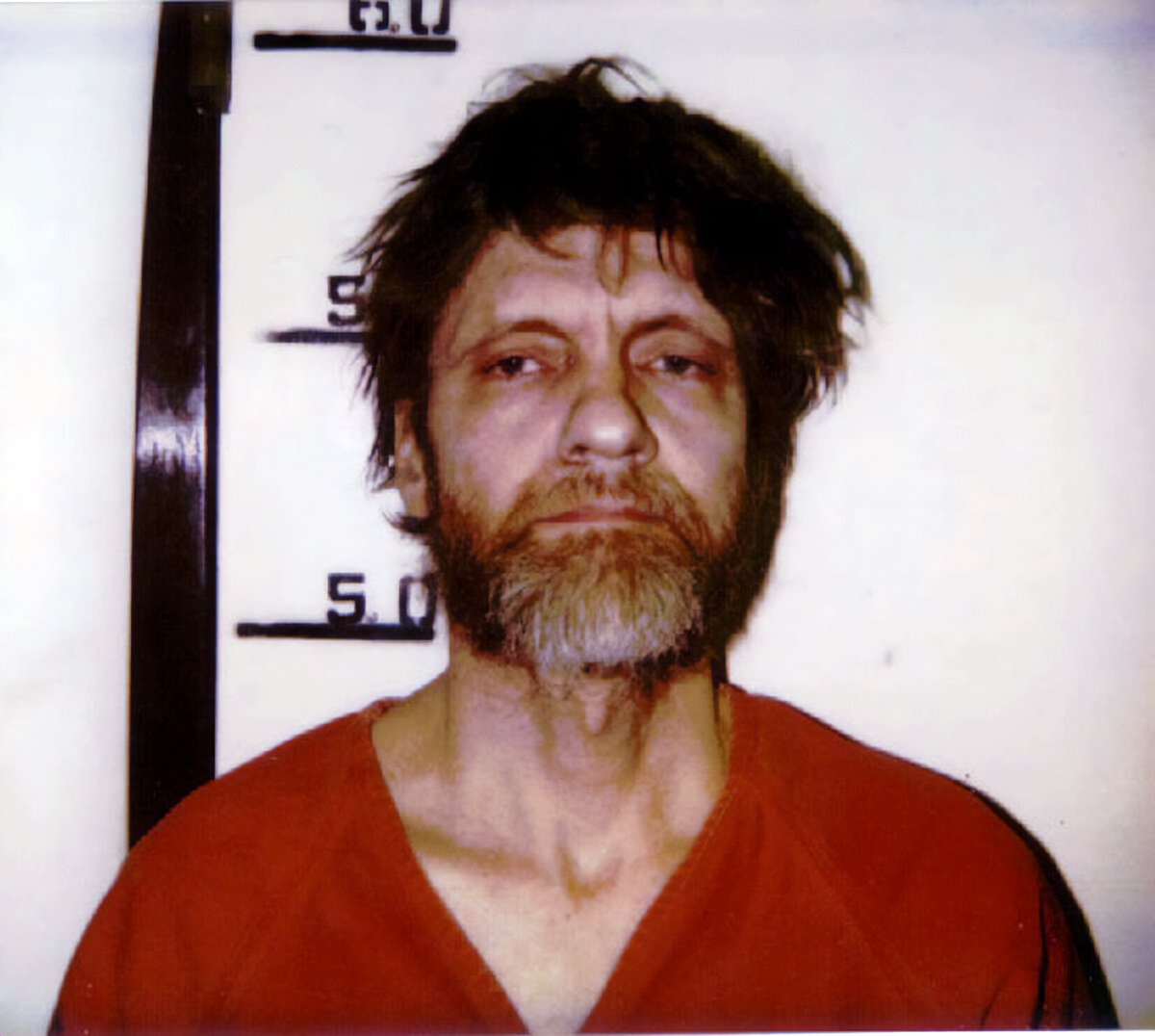
Ted Kaczynski, känd som Unabombaren, har ansetts vara en ekoterrorist.

Ekoterrorism är en form av terrorism som är relaterat till naturen, djurs välbefinnande eller till det ekologiska systemet.

## Begreppsdefinition
Det råder inte fullständig konsensus om vad som skall avses med begreppet terrorism, och av det följer att det inte heller kan anses föreligga fullständig konsensus om vad som skall avses med begreppet ekoterrorism, emedan detta begrepp hänsyftar på begreppet terrorism (se artikeln om Terrorism).

### Begreppet terrorism
Inom EU används en definition som tillkommit med de nya direktiven om lagar mot terroristbrott. Den svenska lagen om straff för terroristbrott använder samma definition; man kan dömas för terroristbrott om man begår någon av vissa gärningar, gärningen allvarligt kan skada en stat eller en mellanstatlig organisation och avsikten med gärningen är att:
- injaga allvarlig fruktan hos en befolkning eller befolkningsgrupp,
- otillbörligen tvinga offentliga organ eller en mellanstatlig organisation att vidta eller att avstå från att vidta en åtgärd, eller
- allvarligt destabilisera eller förstöra grundläggande politiska, konstitutionella, ekonomiska eller sociala strukturer i en stat eller i en mellanstatlig organisation.[2]

### Förhållandet mellan ekoterrorism och ekosabotage
En våldshandling vars motiv är relaterat till naturen, djurs välbefinnande eller till det ekologiska systemet, men där gärningsmännen inte eftersträvar en vidare påverkan av samhället bör, enligt den ovan givna definitionen, inte anses som ett fall av ekoterrorism. Sådana gärningar bör i stället kallas för ekosabotage.